# Andreu Cortines Jaumot
Andreu Cortines Jaumot (Barcelona 1909-1989) va ser cooperatista, socialista i lluitador per les llibertats nacionals.

## Biografia
Va néixer al barri de Sant Andreu del Palomar. Militant del Bloc Obrer i Camperol (BOC) i del Partit Obrer d'Unificació Marxista (POUM), va impulsar des de la cooperativa de consum l'Andreuenca, de la que n'era soci, la creació de la Unió de Joventuts cooperatistes, de la que va ser-ne president. També va ser fundador i director de “Tremp” el seu òrgan de premsa.
L'any 1935 es va casar amb Ana Clavero militant cooperatista que va ser la seva companya de tota la vida i amb qui tingué tres fills (Aurora, que morí després d'un internament als camps de concentració de França, André i Jean Pierre) Acabada la Guerra Civil es va exiliar a França i durant la II Guerra mundial va formar part de la xarxa d'evasió Vic-Martin, que ajudava a travessar la frontera als refugiats i subministrava avituallament a la Resistència.
L'any 1944 va fundar a Tolosa de Llenguadoc Acció Cooperatista Catalana i va ser el director d'”Impuls”, el seu òrgan de propaganda. També va formar part del grup fundador del Moviment Socialista de Catalunya (MSC). El 1945 va viatjar a Londres ciutat en què va viure durant un any. Durant l'estada en aquesta ciutat va establir contactes amb els directius de l'Aliança Cooperativista Internacional i juntament amb Ramon Parera, Pilar Senent i Manuel Voltó va crear una agrupació de militants socialistes exiliats a Anglaterra.
De retorn a França, es va instal·lar a París. Va ser membre del Casal català d'aquesta ciutat formant part de la seva junta directiva, arribant a ser-ne president. Va fundar i dirigir la revista “Vincle”. L'any 1950 el president Tarradellas l'anomenà cap d'Informació i publicacions de la Generalitat, essent un dels tres únics col·laboradors que el President nomenà durant l'etapa de l'exili. (els altres dos eren Victor Torres, secretari general de presidència i Lluis Gausachs, secretari particular). Cortines va mantenir una estreta i lleial col·laboració amb Tarradellas, que era corresposta per una total confiança del President. Va tornar de l'exili l'any 1974 poc abans de la mort del dictador Franco.
El 1977 el president Tarradellas, encara a l'exili, el nomena delegat seu a l'Organisme Consultiu de la Presidència que havia creat, i del que en formaren part bona part dels partits catalans que participarien en les eleccions generals d'aquell mateix any. Impulsor i redactor de la nova llei de cooperatives de Catalunya aprovada el 1983 va promoure la creació de les noves estructures del cooperativisme. Va ser President del Consell Superior de la Cooperació i de la Federació de Cooperatives de Consum. Des de 1982 fins a 1986 va ser director de la revista Cooperació Catalana que edita la Fundació Roca Galés, de la que n'era patró. Va formar part de la comissió que va aconseguir la signatura de l'acord de compensació, per l'Estat, del patrimoni confiscat a les cooperatives després de la Guerra Civil. L'any 1988 la Generalitat de Catalunya li concedí la medalla Francesc Macià en reconeixement de tota una vida dedicada al món de la cooperació dins i fora de Catalunya. Va morir a Sant Andreu de Palomar, el mateix barri que l'havia vist néixer, el 19 d'abril de 1989.

## Publicacions
A més dels nombrosos articles publicats en els periòdics en els que va col·laborar i dirigir, és autor de El cooperativisme, la revolució i les joventuts cooperativistes. Editorial Tremp. Barcelona (1938)